# Helen Beebe
Helen Louise Hulick Beebe foi uma educadora americana e pioneira na terapia auditivo-verbal. Em 1938, ela ganhou as manchetes quando um juiz a prendeu por usar calças ao aparecer como testemunha no tribunal.

## Biografia
Helen Hulick nasceu em 27 de dezembro de 1908 em Easton, Condado de Northampton, Pensilvânia, onde viveu a maior parte de sua vida. Ela frequentou o Wellesley College de 1927 a 1929 e recebeu seu PhD em 1930 pela Clarke School for the Deaf em Northampton Massachusetts.
Ela ensinou em escolas de surdos em Oregon e Califórnia antes de retornar à Costa Leste em 1942. Em 1938, enquanto vivia na Califórnia, ela foi chamada como testemunha em um julgamento de roubo. O juiz desaprovou que ela usava calças em vez de vestido e ordenou que ela voltasse 'devidamente vestida'. Quando ela voltou ainda de calça, o juiz a prendeu por desacato.